# Diego Herrera
Diego Herrera (Quito, 20 aprile 1969) è un ex calciatore ecuadoriano, di ruolo attaccante.

## Carriera

### Club
Tra il 1986 e il 1993 ha giocato con l'LDU Quito con cui ha vinto un campionato e un titolo di capocannoniere.
In seguito ha giocato per una stagione al Barcelona SC, facendo ritorno all'LDU Quito nel 1995 e rimanendovi per altre due stagioni.
Dal 1997 al 2002 militò nell'El Nacional

### Nazionale
Ha giocato in nazionale tra il 1992 e il 1997, prendendo parte alla Copa América 1995.

## Palmarès

### Club
- Campionato ecuadoriano: 1

LDU Quito: 1990

### Individuale
- Capocannoniere della Primera Categoría Serie A: 1

1993 (18 gol)